# Ostiarius
Ostiarius (latin "dörrvaktare", "portvakt") var i den gamla kristna kyrkan namn på den kyrkotjänare som stod vid ingången till gudstjänstlokalerna, avhöll obehöriga från att inträda och anvisade de gudstjänstbesökande deras platser. I den västerländska kyrkan kallades denne tjänare även janitor, i den österländska thyroros eller pyloros.
Ostiarius är den lägsta bland de lägre vigningarna.